# نهائي الدوري الأوروبي 2024
نهائي الدوري الأوروبي 2024 المباراة النهائية للدوري الأوروبي 2023–24، الموسمِ الثالث والخمسين من بطولة أوروبا لكرة القدم الثانوية التي ينظمها الاتحاد الأوروبي لكرة القدم، والموسم الخامس عشر منذ إعادة تسميتها من كأس الاتحاد الأوروبي إلى الدوري الأوروبي. أقيمت المباراة على ملعب أفيفا في دبلن عاصمة أيرلندا بين أتلانتا وباير ليفركوزن و فاز أتلانتا 3-0 
سوف يواجه أتلانتا بطل دوري أبطال أوروبا 2023–24 في كأس السوبر الأوروبي 2024.

## النهائيات السابقة
"في الجدول التالي، كانت النهائيات حتى عام 2009 في عصر كأس الاتحاد الأوروبي، ومنذ عام 2010 في عصر الدوري الأوروبي".
| الفريق        | المشاركات في النهائيات السابقة (يشير الخط العريض إلى الفوز باللقب) |
| ------------- | ------------------------------------------------------------------ |
| أتالانتا      | لم يسبق له الظهور في نهائي                                         |
| باير ليفركوزن | 1 (1988)                                                           |

## تفاصيل المباراة
وتم تحديد الفريق "المضيف" (للأغراض الإدارية) من خلال قرعة إضافية أجريت بعد قرعة ربع النهائي ونصف النهائي.
| أتالانتا               | 3–0   | باير ليفركوزن |
| ---------------------- | ----- | ------------- |
| - لوكمان 12'، 26'، 75' | تقرير |               |

| أتالانتا | باير ليفركوزن |

| رجل المباراة: أديمولا لوكمان (أتالانتا) الحكام المساعدين: فاسيلي مارينيسكو (رومانيا) ميهاي أرتيني (رومانيا) الحكم الرابع: إيفان كروزلياك (سلوفاكيا) حكم مساعد احتياطي: برانيسلاف هانكو (سلوفاكيا) حكم تقنية الفيديو المساعد: بول فان بويكيل (هولندا) مساعد حكم تقنية الفيديو المساعد: كاتالين بوبا (رومانيا) دعم مساعد حكم تقنية الفيديو المساعد: روب ديبيرينك (هولندا) |

## وصلات خارجية
- (بالإنجليزية)